# 595 г. пр.н.е.

## Събития

### В Азия

#### Във Вавилония
- Навуходоносор II (605 – 562 г. пр.н.е.) е цар на Вавилония.[1]
- Вниманието на царя е приковано към източната граница, където избухва конфликт с Елам, при който вавилонците за краткo окупират столицата Суза, защото скоро вътрешни проблеми в царство изискват спешно вниманието на Навуходоносор.[2]
- През тази или началото на следващата година във Вавилония избухва въстание ръководено от множество важни сановници, което продължава около един месец преди Навуходоносор да го потуши и лично да залови главния водач.[3]

#### В Мидия
- Киаксар (625 – 585 г. пр.н.е.) е цар на Мидия.[4]

### В Африка

#### В Египет
- Фараон на Египет Нехо II (610 – 595 г. пр.н.е.) умира и е наследен от сина му Псамтик II (595 – 589 г. пр.н.е.).[5]
- Новият фараон урежда дъщеря му (Ankhnesneferibre) да бъде осиновена от Нитокрис I ставайки по този начин наследница на поста „Съпруга на Амон“.[6]

### В Европа
- През тази година започва „Първата свещена война“ (около 595 – 590 г. пр.н.е.) между регионалния съюз наречен Делфийската амфиктиония и град Кира.[7]

## Родени
- Крез,[8] последен цар на Лидия, прочут с богатството си (умрял ок. 547 г. пр.н.е.)

## Починали
- Нехо II, фараон на Египет от Двадесет и шестата династия